# Leopold I (margrabia Styrii)
Leopold I (zm. 24/29 października 1129) – margrabia Styrii od 1122.

## Życiorys
Leopold był synem Ottokara II i Elżbiety, córki margrabiego austriackiego Leopolda II. W 1122 przejął schedę po ojcu i przyjął tytuł margrabiego styryjskiego. Wspierał arcybiskupów Salzburga w walce przeciwko Henrykowi V Salickiemu, czemu zawdzięczał przydomek Tapfere (dosłownie: "dzielny"). W 1129 założył pierwszy klasztor cysterski na terenach obecnej Austrii – opactwo Rein. 

## Rodzina
Leopold był żonaty z Zofią, córką księcia Bawarii Henryka IX Czarnego z rodu Welfów, a zarazem wdową po księciu Zähringen Bertoldzie III. Mieli kilkoro dzieci, w tym syna Ottokara III, swego następcę, córkę Elżbietę, żonę hrabiego Stade Rudolfa II, a następnie księcia Karyntii Henryka V oraz córkę Małgorzatę.